# Sporobolus welwitschii
Sporobolus welwitschii är en gräsart som beskrevs av Alfred Barton Rendle. Sporobolus welwitschii ingår i släktet droppgräs, och familjen gräs. Inga underarter finns listade i Catalogue of Life.